# Barstowit
Barstowit ist ein sehr selten vorkommendes Mineral aus der Mineralklasse der „Halogenide“ (ehemals Carbonate, Nitrate und Borate). Es kristallisiert im monoklinen Kristallsystem mit der chemischen Zusammensetzung Pb4(CO3)Cl6·H2O und ist damit chemisch gesehen ein wasserhaltiges Blei-Carbonat-Chlorid.
Barstowit entwickelt nadelige Kristalle bis etwa zwei Zentimeter Länge, die meist zu schwach parallel ausgerichteten Mineral-Aggregaten angeordnet sind. Die einzelnen Kristalle sind durchsichtig farblos und weisen auf den Oberflächen einen diamantähnlichen Glanz auf. Durch vielfache Lichtbrechung aufgrund der oft polykristallinen Ausbildung erscheint er jedoch meist undurchsichtig weiß.

## Etymologie und Geschichte
Benannt wurde das Mineral nach dem Mineralsammler und Händler Richard William Barstow (1947–1982) aus Cornwall, dessen Sammlung inzwischen Teil des Museums von Plymouth ist.
Erstmals entdeckt wurde Barstowit in einer blei- und antimonhaltigen Gang-Lagerstätte vom Typ Ausbiss am südwestlichen Ende des Bounds Cliff nahe St. Endellion in der englischen Grafschaft Cornwall und beschrieben 1991 durch Chris J. Stanley, G. C. Jones, Alan D. Hart, Paul Keller und David Lloyd.
Typmaterial des Minerals wird im Natural History Museum in aufbewahrt (Register-Nr. 1990,25 und E.1353) und im Archiv der Universität Stuttgart, „Mineralogische Sammlung Prof. Keller“ (Katalog-Nr. TM-89.57 / 0/824-s27/2).

## Klassifikation
In der veralteten 8. Auflage der Mineralsystematik nach Strunz war der Barstowit noch nicht aufgeführt.
In der zuletzt 2018 überarbeiteten Lapis-Systematik nach Stefan Weiß, die formal auf der alten Systematik von Karl Hugo Strunz in der 8. Auflage basiert, erhielt das Mineral die System- und Mineralnummer V/E.08-100. Dies entspricht der Klasse der „Nitrate, Carbonate und Borate“ und dort der Abteilung „Wasserhaltige Carbonate, mit fremden Anionen“, wo Barstowit zusammen mit Ankylit-(Ce), Ankylit-(La), Calcioankylit-(Ce), Calcioankylit-(Nd), Dresserit, Dundasit, Gysinit-(Nd), Hydrodresserit, Kamphaugit-(Y), Kochsándorit, Lusernait-(Y), Montroyalit, Niveolanit, Petterdit, Strontiodresserit und Thomasclarkit-(Y) eine unbenannte Gruppe mit der Systemnummer V/E.08 bildet.
Die von der International Mineralogical Association (IMA) zuletzt 2009 aktualisierte 9. Auflage der Strunz’schen Mineralsystematik ordnet den Barstowit in die Klasse der „Halogenide“ und dort in die Abteilung „Oxihalogenide, Hydroxyhalogenide und verwandte Doppel-Halogenide“ ein. Hier ist das Mineral in der Unterabteilung „Mit Pb (As, Sb, Bi) ohne Cu“ zu finden, wo es als einziges Mitglied eine unbenannte Gruppe mit der Systemnummer 3.DC.95 bildet.
In der vorwiegend im englischen Sprachraum gebräuchlichen Systematik der Minerale nach Dana hat Barstowit die System- und Mineralnummer 12.01.07.01. Das entspricht der Klasse der „Halogenide“ und dort der Abteilung „Halogenidverbindungen“. Hier findet er sich innerhalb der Unterabteilung „Halogenidverbindungen mit verschiedenen Anionen“ als einziges Mitglied in einer unbenannten Gruppe mit der Systemnummer 12.01.07.

## Kristallstruktur
Barstowit kristallisiert monoklin in der Raumgruppe P21/m (Raumgruppen-Nr. 11) mit den Gitterparametern a = 16,66 Å; b = 9,20 Å; c = 4,20 Å und β = 91,8° sowie zwei Formeleinheiten pro Elementarzelle.

## Bildung und Fundorte
Barstowit ist ein Sekundärmineral, das entweder als natürliches Reaktionsprodukt von Meerwasser mit metallhaltigen Erzadern und in durch anthropogen Einfluss entstandenen Schlackenhalden bildet. In Tunesien entstand Barstowit zudem als Korrosionsprodukt auf bleihaltigen Objekten, die 1907 in einem Schiffswrack aus späthellenistischer Zeit vor der Küste von Mahdia gefunden wurden.
An seiner Typlokalität Bounds Cliff in Cornwall (England), der bisher (Stand 2014) auch der einzige bekannte Fundort im Vereinigten Königreich ist, trat das Mineral in Paragenese mit Cerussit, Chalkopyrit, Dolomit, Galenit, Jamesonit, Phosgenit, Pyrit, Sphalerit und Quarz auf.
In Österreich fand man Barstowit nahe der Stadt Rattenberg und in einer alten Schlackenhalde bei St. Gertraudi (Gemeinde Reith im Alpbachtal) in Tirol.
Weitere bisher bekannte Fundorte (Stand 2014) sind die antiken Schlackenhalden „Passa Limani“ und „Vrissaki“ bei Lavrio in der griechischen Region Attika, einige Schlackenhalden in der Umgebung von Campiglia Marittima und Piombino in der italienischen Region Toskana, in einer Blei-Zink-Grube bei Kayrakty (Kairakty) im Gebiet Qaraghandy Oblysy in Kasachstan.